# Hildegarda de Anglachgau
Hildegarda de Anglachgau (758-Diedenhofen, 30 de abril de 783) fue hija del conde Geroldo de Anglachgau y de Irma (Imma).
En 771 Hildegarda, entonces de solo 13 años, contrajo matrimonio con Carlomagno, quien había repudiado a su esposa Desiderata, hija del rey lombardo Desiderio, con quien se había casado unos meses antes. Hildegarda fue así la tercera de las seis esposas que tuvo Carlomagno.
Hildegarda gozó de la amistad de quien luego fuera santa Lioba y promovió la construcción de numerosas iglesias, así como del monasterio de Reichenau y de la abadía de Kempten. Apoyó muy generosamente estos y otros conventos.

## Descendencia
- Carlos el Joven (772 o 773-811), Rey de Neustria en 781
- Adelaida (773-773 o 774-774)
- Pipino de Italia, rey de Italia en 781, originalmente llamado Carlomán (773 or 777-810)
- Rotruda (777-810)
- Ludovico Pío, rey carolingio en 781 y Emperador del Sacro Imperio Romano Germánico entre 814 y 840
- Lotario, hermano gemelo de Ludovico Pío, muerto en 780
- Bertha (779-823?)
- Gisela (781-808?)
- Hildegarda (782-83?)